# Legio II Armeniaca
Legio II Armeniaca (II Вірменський легіон) — римський легіон часів пізньої імперії.

## Передумови та походження

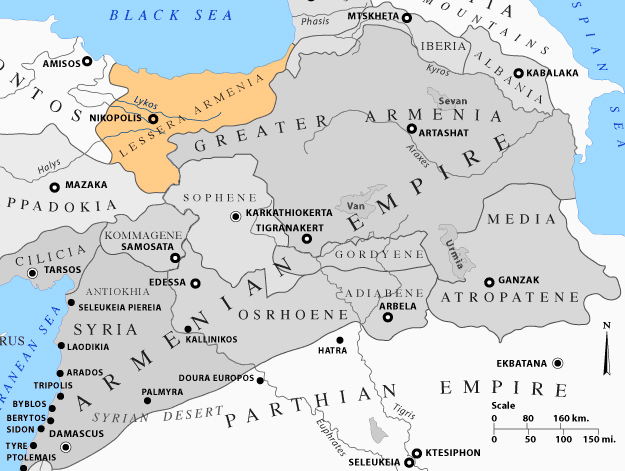
Мапа Вірменії І ст. до н.е.

Протягом століть Вірменія була об'єктом боротьби спочатку між Римською та Парфянської імперіями, а потім між Сасанідами. 
Поділена на дві частини Євфратом, Мала Вірменія складала регіон між Понтом і Каппадокією, тоді як Велика Вірменія простягалася на схід до парфянського кордону. 
Обидва краї були завойовані Помпеєм: Велика Вірменія стала державою-"клієнтом", або, точніше, буферною державою під протекторатом Риму, тоді як Мала Вірменія була приєднана до Каппадокії. 
Перші римські імператори призначали і скасовували царів Вірменії, доки в 66 році за правління Нерона  парфянський престол захопив Тірідат I, який нібито був лояльним до Риму. 
Однак цей узурпатор протистояв римлянам проти парфян і навпаки, аж до приходу римського імператора Траяна, який під час свого Східного походу 113-117 рр. зайняв країну, яку він перетворив на римську провінцію. Якщо країна й змогла утримати посаду "рідного" місцевого царя, - за ним пильно стежили римські легіони, які, з тих пір, було розташовано у Великій Вірменії.
У ІІІ столітті, з втратою Месопотамії, вплив Риму на регіон почав слабшати. 
Між 224 і 226 роками Парфянська держава Арсакідів(Аршакідів) була замінена Персією Сасанідів. А через кілька років, у 252 році, Шапур I, син засновника династії, вторгся до Вірменії, убив вірменського царя Тирідата II і посадив на трон свого сина Гормізда, згідно з традицією, що цар Вірменії походив із родини шахіншаха("царя царів"), який правив в Ктесифоні. 
Однак Шапур зазнав поразки від римського імператора Гордіана III, який трагічно загинув під час кампанії; його наступник - імператор Філіп І Араб поспішив укласти з Шапуром угоду про відновлення кордону по Євфрату. 
Теоретично незалежна Вірменія продовжувала відігравати роль буферної держави під наглядом Риму. Шапур повернувся до атак на території Римських провінцій в 296-297 роках, але був остаточно розбитий. Кордон був відкинутий за річку Тигр шляхом анексії п'яти «транс-тигританських» провінцій і будівництва лімів, - захищеної серії фортів, де були розміщені постійні війська (лімітанеї).
Мирний договір 298 року підтвердив "сюзеренітет" Риму над Вірменією та встановив кордон між двома імперіями до договору Йовіана з Шапуром II у 363 році, за яким вірменські території, завойовані за Діоклетіана, були повернуті персам.

## Історія легіону
Легіон було сформовано у кінці III ст н.е. в провінції Вірменія (разом з Legio I Armeniaca) в результаті військових реформ імператора Діоклетіана. Тому й отримав свою назву - Вірменський. 
Його вояків було переведено зі стану псевдокомітатів до легіонерів, проте завдання залишалися колишніми — охорона  кордонів імперії в якості лімітанеїв.
Тривалий час легіон розташовувався у Римській Вірменії. Основний табір розміщувався у м. Сатала (колишня Мала Вірменія). Ймовірно, що легіон виконував допоміжні функції під час римсько-перських воєн часів імператорів Максиміана, Костянтина I та Констанція II.

Вірмено-перські кордони часів ІV-V ст. н.е.

У 360 році легіон було перенаправлено до важливої прикордонної фортеці Безабда(неподалік теперішнього м.Джизре), разом з легіонами Legio II Flavia Virtutis та Legio II Parthica), де він зазнав нищівної поразки від персів на чолі із Шапуром II.
Проте вже у 400 році легіон було відновлено відповідно до відомостей Notitia Dignitatum. Тепер він підпорядковувався дуксу Месопотамії та magister militum per Orientem(головнокомандувачу Сходу). Час припинення існування цього легіону невідомий.

## Облога фортеці Безабди 360 року н.е.
Безабде або Базабда було містом-фортецею на східному римському кордоні. 
Розташоване в Забдіцені, воно відіграло важливу роль у римсько-перських війнах IV століття. 
Фортеця двічі зазнала облогу в 360 році, про що докладно розповідає Амміан Марцеллін. 
Сасаніди на чолі з Шапуром II захопили Безабде, незважаючи на непохитний опір трьох римських легіонів (Legio II Armeniaca, Legio II Flavia Virtutis та Legio II Parthica) і місцевих лучників. Римська контратака під проводом Констанція II зазнала невдачі, але після відступу Сасанідів місто повернулося в руки римлян.
Безабда була передана Сасанідам за персо-римським мирним договором 363 року, після чого це місто-фортеця зникло з історичних записів.
Історик Джеймс Кроу зазначає: «Раніше вважалося, що Безабде знаходився неподалік від сучасної Цізре, на західному березі Тигру. Проте археологічні дослідження виявили велике пізньоримське місце в Ескі Хендек, 13 км (8 миль) на північний захід від Цізре. Контур міста трапецієподібний і був вирівняний над річкою. Можна побачити, що воно розділене на дві окремі огорожі, з прибудовою на заході та чіткими слідами виступаючих веж і кількох оборонних споруд».